# نايجل واربرتون
نايجل واربرتون (بالإنجليزية: Nigel Warburton)‏ (مولودٌ سنة 1962) هو فيلسوف بريطاني ذو أعمالٍ مُوجهّةٍ للقرّاء غير المُتخصصين بشكل أساسيّ، بالإضافة إلى أعماله الأكاديميّة في مجاليّ الجمال والأخلاق.

## التعليم
حصل واربرتون على درجة البكالوريوس من جامعة برستل وعلى درجة الدكتوراة من جامعة كامبريدج. ثمّ عمل مُحاضراً في جامعة نوتنغهام، قبل أن ينضمّ إلى قسم الفلسفة في الجامعة المفتوحة عام 1994. استمرّ واربرتون في منصبه هذا حتى استقال في مايو 2013.